# ماساهيرو إيتو
ماساهيرو إيتو (باليابانية: 伊藤 将大) (9 نوفمبر 1988 في نيشينومايا في اليابان – )؛ هو لاعب كرة قدم سابق كان يلعب كلاعب وسط.

## وصلات خارجية
- ماساهيرو إيتو على موقع قاعدة بيانات كرة القدم.إي يو (الإنجليزية)
- ماساهيرو إيتو على موقع عالم كرة القدم.نت (الإنجليزية)